# POWER RADIO OBC
POWER RADIO OBC（パワーレディオ オービーシー）は、ラジオ大阪が2004年度（2004年4月～2005年3月）に放送したインターネットと放送を融合させたラジオ番組である。
番組は月曜日「アクセスラジオ」、火曜日「朝比奈千足（あさひな・ちたる）の音楽千夜一夜」、水曜日「PHPヒューマンライフ」の3つの番組から構成されていた。

## 番組紹介

### アクセスラジオ
- 毎回旬の話題、人物を特集し、番組のコンセプトであるインターネットと放送の融合を高めた情報番組。担当者は芦澤魁作、増井孝子、みちる、 Zarah (ツァラ)の4人。なお2005年4月より毎週火曜21:00～22:00に「増井孝子の元気関西人」とタイトルを改めての放送となる。

### 朝比奈千足の音楽千夜一夜
- クラシック音楽の指揮者として活躍する朝比奈が毎回季節やイベントにちなんだクラシック音楽の魅力を楽曲を紹介しながら楽しく解説した。

### PHPヒューマンライフ
- PHP研究所発行の雑誌（月刊PHP、ほんとうの時代など）と連動し、人と人とのコミュニケーションについてもう一度改めて考え直そうという趣旨の番組。担当は福井愛美、福井有、小林成彦、みちるの4人が勤めた。